# 潘盛
潘盛（1445年—？），字世隆，順天府大興縣匠籍浙江钱塘县人，明朝政治人物。進士出身。

## 生平
早年出身國子生，順天府鄉試第七十九名。成化十一年（1475年）乙未科會試第二百四十八名，殿試登進士第三甲第一百九十六名。历官大理寺左寺副，二十三年二月升陕西按察司佥事，弘治三年（1490年）丁忧去职。服阕，五年二月復除原任，管理榆林粮储屯种，九年正月考察閑住。

## 家族
曾祖父潘仲德。祖父潘亨。父亲潘俊。孫潘国臣，府同知。曾孫潘槐，字德符，嘉靖三十一年壬子科舉人。